# McLeods döttrar
McLeods döttrar (McLeod's Daughters) är en australisk TV-serie som handlar om livet på ett par farmer, Drovers Run och Killarney i Australien. Serien kommer från den australiska kanalen Channel Nine där den visades en gång i veckan under 2001 till 2009. I Sverige har flera årgångar visats dagligen på kanalerna Hallmark Channel, Kanal 5, Kanal 9 och SVT; senast i TV 8 med start i maj 2023. Serien gjordes i åtta säsonger och totalt 224 avsnitt. Första avsnittet visades den 8 augusti 2001 och det sista visades den 31 januari 2009 (i Australien).

## Rollista
- Teresa (Tess) Charlotte Silverman McLeod Ryan - Bridie Carter
- Claire Louise McLeod - Lisa Chappell
- Alex Marion Ryan - Aaron Jeffery
- Nick Gary Ryan - Myles Pollard
- Jodi Fountain - Rachael Carpani
- Meg Fountain - Sonia Todd
- Becky Howard - Jessica Napier
- Kate Manfredi - Michala Banas
- Harry Ryan - Marshall Napier
- Elizabeth "Liz" M. Ryan - Catherine Wilkin
- Sandra Kinsella - Inge Hornstra
- Peter Johnson - Rodger Corser
- Stevie Hall - Simmone Jade Mackinnon
- Dave Brewer - Brett Tucker
- Regan McLeod - Zoe Naylor
- Rob Shelton/Matt Bosnich - Jonny Pasvolsky
- Patrik Brewer - Luke Jacobz
- Moria Doyle - Doris Younane
- Riley Ward - Dustin Clare
- Grace Kingston - Abi Tucker
- Tayler Geddes - Gillian Alexy
- Marcus Turner - Matt Passmore
- Jasmine "Jaz" McLeod - Edwina "Eddie" Ritchard
- Luke Morgan - Dean O'Gorman
- Kane Morgan - Craig McLachlan
- Sally Clemments - Kathryn Hartman

## Musiken
All musik i serien är originalskriven av Posie Graeme-Evans (producent och skapare av serien) som skrev texterna och Chris Harriott som skrev musiken och producerade sångerna. Rebecca Lavelle sjöng alla sånger.